# Мария Виктория дал Поцо дела Чистерна
Вижте пояснителната страница за други личности с името Витория.
Мария Виктория Карлота Хенриета Йоанна дал Поцо дела Чистерна (на италиански: Maria Vittoria Carlotta Enrichetta Giovanna dal Pozzo della Cisterna; * 9 август 1847, Париж, Кралство Франция; † 8 ноември 1876, Санремо, Кралство Италия) е наследница на стар аристократичен пиемонтски род и чрез брак кралица на Испания (16 ноември 1870 – 11 февруари 1873) и херцогиня на Аоста като съпруга на Амадей I.
Заедно с нея изчезва линията на Принцовете Чистерна, чиито титли преминават към Дом Савоя-Аоста чрез брак. Тя е първата кралица-консорт на Испания, чийто съпруг се възкачва на престола демократично.

## Произход
Мария Виктория е родена в семейството на принцовете Дал Поцо дела Чистерна – едно от малкото аристократични семейства в Кралство Сардиния, носещи княжеската титла. Дъщеря е на принца и патриот Карл Емануил (* 1787, † 1864), тогавашен сенатор на Кралство Италия, и на графиня Луиза Каролина Гислен дьо Мерод (* 1819, † 1868), сестра на принцесата на Монако Антоанета дьо Мерод. Има една сестра:
- Беатрис Йозефа Антония Луиза (* 1851, † 1864).

## Биография

### Брак
Мария Виктория се омъжва в Торино на 30 май 1867 г. за за Амадей Савойски, херцог на Аоста, син на краля на Италия Виктор Емануил II. Тъй като е син на краля, след обявяването на годежа им Мария получава обръщението „Кралско височество“ с Кралски указ от 19 февруари 1867 г. Освен това в чест на краля тя добавя името Виктория. След брака им тя се казва „Нейно кралско височество принцеса Мария Виктория от Италия, херцогиня на Аоста“.

- Мария Виктория
- Амадей I Савойски
- Мария Виктория и Амадей I Савойски

### Кралица на Испания
През 1870 г., след свалянето на кралицата на Испания Исабела II и след отказването на Леополд фон Хоенцолерн-Зигмаринген, Амадей е призован от Кортесите (еквивалент на Парламента) на испанския трон. При пристигането си той испанизира името си и това на трите си деца, които получават съответно титлите „принц на Астурия“ и „инфанти на Испания“. Мария Виктория го следва в Мадрид, където поради крехката си натура страда много от последиците от трудното кралство. Управлението на съпруга ѝ се оказва бурно и силно оспорвано, и завършва с неговата абдикация през 1873 г. Двамата се завръщат в Италия и си връщат титлата на херцог и херцогиня на Аоста.
- Мария Виктория през 1871 г. на 25-годишна възраст
- Мария Виктория, кралица на Испания през 1872 г.
- Кралят и кралицата на Испания напускат страната на 22 февруари 1873 г.

Наричана „la Virtuosa“ и почти непозната в Испания поради липсата на политическа консолидация и краткото управление на Дон Амадео, кралица Мария Виктория по свое време е обект на уважение заради своето образцово поведение и дискретност. В Мадрид тя съсредоточава всичките си усилия върху различни благотворителни дейности, характерни за съпрузите от онова време, и не се интересува от политика. Насърчава създаването и тържественото откриване на Asilo de Lavanderas – първата „детска ясла", открита в Испания, посветен на децата на перачките, които работят по бреговете на река Мансанарес. Тя е открита под името "Casa del Príncipe" под патронажа на принца на Астурия Емануил Филиберт.
Мария Виктория никога не престава да върши благотворителност и чрез испанския писател Консепсион Аренал, който действа като посредник, до смъртта си изпраща много помощи на нуждаещите се испанци с искането даренията да бъдат направени анонимно. Дълги месеци Консепсион Аренал получава чести парични преводи с бележки, подписани от VPM, с инициалите на Виктория дал Поцо Мероде.
По време на нейното управление с Кралски указ от 7 юли 1871 г. е създаден Гражданският орден на Мария Виктория (на исп. Orden Civil de María Victoria), на който тя е суверен. Той възнаграждава изтъкнати заслуги, предоставени на общественото образование чрез осигуряване или подобряване на образователни институции, публикуване на произведения на призната литература или художествена стойност, насърчаване на науките, изкуствата, литературата и индустрията. Този орден (донякъде необичаен за времето) не е изключително мъжки прерогатив, тъй като две жени са наградени с кръст от втора степен през 1873 г.: Сегунда Оняте дел Кампо – начална учителка в Калахора и Мария Баскуас и Колон – начална учителка в Понтеведра, които публикуват трактата по аритметика „Аритметика за използване в училищата за начално обучение“ – работа с признато значение. Орденът има много кратък живот и е разпуснат след провъзгласяването на Първата република с указ от 7 май 1873 г., който носи подписа на тогавашния министър на развитието Едуардо Чао Фернандес.

### Смърт
Връщайки се в Италия със съпруга си, тя живее в наследствения дворец в Торино – Палацо Чистерна (днес седалище на Метрополен град Торино). През 1876 г., след като се разболява от туберкулоза, е отведена в Сан Ремо, където се надяват, че мекият климат на Лигурската ривиера може да ѝ помогне. Болестта води до смъртта ѝ на 8 ноември на 29-годишна възраст.
Стар погребален венец все още може да се прочете на гроба ѝ в базиликата Суперга: En prueba de respetoso cariño a la memoria de doña María Victoria, las lavanderas de Madrid, Barcelona, Valencia, Alicante, Tarragona, a tan virtuosa señora.
Тъй като Мария Виктория няма дъщери, нито племенници по кръвна линия, тъй като сестра ѝ е починала млада, а децата ѝ все още не са женени, урежда в случай на смърт голяма част от бижутата ѝ да преминат у нейната племенница Мария Летиция Бонапарт, дъщеря на нейната снаха Мария Клотилда. Мария Виктория никога не е знаела, че споменатата племенница ще стане втората съпруга на съпруга ѝ, въпреки че е за кратко.

## Потомство
От брака си с Амедей I Савойски има трима сина:
- Емануил Филиберт Савойски-Аоста (* 13 януари 1869, Генуа; † 4 юли 1931, Торино), херцог на Аоста (1890 – 1931), принц на Астурия (1870 – 1873), генерал, родоначалник на клона Савоя-Аоста; ∞ 25 юни 1895 в Кингстън на Темза за Елена Орлеанска (* 13 юни 1871, Туикенам; † 21 януари 1951, Кастелмаре ди Стабия), от която има двама сина
- Виктор Емануил Савойски-Аоста (* 24 ноември 1870, Торино;† 10 октомври 1946, Брюксел), граф на Торино, генерал; неженен и бездетен
- Лудвиг Амадей Савойски-Аоста (* 24 януари 1873, Мадрид; † 18 март 1933, Виладжо Дука дели Абруци), херцог на Абруци, адмирал, изследовател, алпинист; неженен и бездетен

- Децата на Мария Виктория
- Емануил Филиберт
- Виктор Емануил
- Лудвиг Амадей

## Титли и обръщения
- 9 август 1847 – 26 март 1864: Дона Мария дал Поцо дела Чистерна
- 26 март 1864 – 19 февруари 1867: Дона Мария дал Поцо дела Чистерна, VI принцеса на Чистерна и Белригардо
- 19 февруари 1867 – 30 май 1867: Нейно кралско височество Мария Виктория дал Поцо дела Чистерна, 6-та принцеса Чистерна и Белригардо
- 30 май 1867 – 6 ноември 1870: Нейно кралско височество принцеса Мария Виктория от Италия, херцогиня-консорт на Аоста
- 6 ноември 1870 г. – 11 февруари 1873: Нейно Величество Мария Виктория, кралица-консорт на Испания и Индиите
- 11 февруари 1873 – 8 ноември 1876: Нейно кралско височество херцогинята на Аоста

По наследство от баща си Мария Виктория също носи титлите 6-а принцеса на Чистерна, 6-а принцеса на Белригардо, 7-а маркиза на Вогера, 7-а графиня на Реано, 9-а графиня на Пондерано, 9-а графиня на Бонвичино, 7-а графиня на Нейве, 7-а графиня на Перно, господарка на Куалюцо, Гринцане и Вестиние, съгосподарка на Романяно Сезия, Бориана, Беатино, Страмбинело, Куареня, Черето и Кастеленго – титли, по-късно наследени от Дом Савоя-Аоста. До ден днешен Амадей III Савойски-Аоста, 5-и херцог на Аоста и глава на Дом Савоя-Аоста, използва най-характерните титли, предадени от Мария Виктория: Княжество Ла Чистерна и Белригардо, Маркграфство Вогера и Контадо Пондерано.

## Памет
В Торино на нея са кръстени:
- Болница „Мария Витория“ на ул. „Чибрарио“ 72 в квартал „Сан Донато“
- Централната улица Вия „Мария Витория“.

През 2014 г. режисьорът Луис Миняро режисира игрален филм, озаглавен „Падаща звезда“ (Stella cadente), вдъхновен от живота на испанските владетели Амадей Савойски и Мария Виктория. Ролята ѝ се изпълнява от испанската актриса Барбара Лени.
През 2012 г. писателката и журналистка Кармен Галардо Дуран публикува исторически роман, посветен на Мария Виктория, озаглавен „La Reina de las lavanderas“.